# Фредрік Гаммар
Фредрік Карл Мікаель Гаммар (швед. Fredrik Carl Michael Hammar, нар. 26 лютого 2001, Стокгольм, Швеція) — шведський футболіст, центральний півзахисник клубу «Гаммарбю».

## Ігрова кар'єра

### Клубна
Фредрік Гаммар є вихованцем столичного клубу «Броммапойкарна», де він почав займатися футболом у віці чотирьох років. Взимку 2017-2017 років Фредрік проходив стажування в німецькому клубі «Фрайбург» та в англійському «Евертоні». Але повернувся до Швеції і у вересні 2017 року зіграв першу гру в основі «Броммапойкарни» у турнірі Супереттан.
Влітку 2018 року футболіст перейшов до столичного клубу третього дивізіону «Акрополіс», підписавши з клубом контракт на півтора роки. Але вже через півроку футболіст відбув до Англії, де приєднався до «Брентфорда», з яким також підписав півторарічний контракт. Але в Англії Гаммар провів лише одну гру в Кубку Англії проти «Сток Сіті» і в січні 2021 року повернувся до «Акрополіса», де провів повний наступний сезон.
Сезон 2022 року Гаммар розпочав у клубі вищого дивізіону «Гаммарбю». Але першу половину сезону півзахисник провів у фарм - клубі у третьому дивізіоні. Першу гру в основі «Гаммарбю» футболіст провів 11 липня 2022 року.

### Збірна
У 2018 році у складі юнацької збірної Швеції (U-17) Фредрік Гаммар брав участь у юнацькому чемпіонаті Європи в Англії.